# Liste der Baudenkmale in Waldsieversdorf
In der Liste der Baudenkmale in Waldsieversdorf sind alle Baudenkmale der brandenburgischen Gemeinde Waldsieversdorf und ihrer Ortsteile aufgelistet. Grundlage ist die Veröffentlichung der Landesdenkmalliste mit dem Stand vom 31. Dezember 2020.

## Baudenkmale in Waldsieversdorf
In den Spalten befinden sich folgende Informationen:
- ID-Nr.: Die Nummer wird vom Brandenburgischen Landesamt für Denkmalpflege vergeben. Ein Link hinter der Nummer führt zum Eintrag über das Denkmal in der Denkmaldatenbank. In dieser Spalte kann sich zusätzlich das Wort Wikidata befinden, der entsprechende Link führt zu Angaben zu diesem Denkmal bei Wikidata.
- Lage: die Adresse des Denkmales und die geographischen Koordinaten. Link zu einem Kartenansichtstool, um Koordinaten zu setzen. In der Kartenansicht sind Denkmale ohne Koordinaten mit einem roten beziehungsweise orangen Marker dargestellt und können in der Karte gesetzt werden. Denkmale ohne Bild sind mit einem blauen bzw. roten Marker gekennzeichnet, Denkmale mit Bild mit einem grünen beziehungsweise orangen Marker.
- Bezeichnung: Bezeichnung in den offiziellen Listen des Brandenburgischen Landesamtes für Denkmalpflege. Ein Link hinter der Bezeichnung führt zum Wikipedia-Artikel über das Denkmal.
- Beschreibung: die Beschreibung des Denkmales
- Bild: ein Bild des Denkmales und gegebenenfalls einen Link zu weiteren Fotos des Baudenkmals im Medienarchiv Wikimedia Commons

| ID-Nr.   | Lage                                                                 | Bezeichnung | Beschreibung | Bild                                                                  |
| -------- | -------------------------------------------------------------------- | --- | --- | --------------------------------------------------------------------- |
| 09180703 | Eberswalder Chaussee 1 (Lage)                                        | Chausseehaus mit Hofgebäude | Das Haus befindet sich an Einmündung der „Straße zum Roten Luch“ in die Eberswalder Chaussee                                                                       | Chausseehaus mit Hofgebäude                                           |
| 09181002 | (Lage)                                                               | Wasserwerk (Am Alten Wasserwerk) mit Wasserturm | Der Wasserturm befindet sich an der Kindermannstraße auf der Verkehrsinsel zwischen Sauerkirsch- und Süßkirschallee.                                               | weitere Bilder                                                        |
| 09180705 | Dahmsdorfer Straße (Lage)                                            | Gedenkstein „Den Opfern der Kriege“ | Der Stein gedenkt an Hans-Alexander von Voss sowie an den beiden anderen Seiten an die Opfer aus dem Ersten und Zweiten Weltkrieg.                                 | weitere Bilder                                                        |
| 09181009 | Kindermannstraße 1, Margaretenstraße 15, Wilhelm-Pieck-Straße (Lage) | Sanatoriumsanlage mit Hauptgebäude und Seitenflügel, Nebengebäude, Pförtnerhaus, ehemaliger Liegehalle, Garagenkomplex sowie parkartig gestalteten Außenanlagen | Sanatorium Waldsieversdorf; neoklassizistische Anlage; geplant und gegründet von Ferdinand Kindermann                                                              | weitere Bilder                                                        |
| 09180866 | Kindermannstraße 52 (Lage)                                           | Turmvilla mit Nebengebäude und straßenseitiger Grundstückseinfriedung                                                                                           | | Turmvilla mit Nebengebäude und straßenseitiger Grundstückseinfriedung |
| 09180706 | L 35 (Lage)                                                          | Meilenstein, bei km 7,5 an der L 35 | Der Meilenstein befindet sich gegenüber dem „Alten Forsthaus“ in Ortslage, der ursprüngliche Standort war 7,5 km nördlich von Waldsieversdorf an derselben Straße. | Meilenstein, bei km 7,5 an der L 35                                   |
| 09180265 | Schwarzer Weg 12 (Lage)                                              | Sommerhaus (Wohnhaus John Heartfield) einschließlich der Ausstattung und des Nebengebäudes                                                                      | Im Jahre 1957 bezog John Heartfield das Sommerhaus. Es ist heute eine Gedenkstätte.                                                                                | weitere Bilder                                                        |